# Seregno Foot-Ball Club 1951-1952
Questa voce raccoglie le informazioni riguardanti il Seregno Foot-Ball Club nelle competizioni ufficiali della stagione 1951-1952.

## Rosa
| N. |                   | Ruolo | Calciatore          |
| -- | ----------------- | ----- | ------------------- |
|    | Italia (bandiera) | A     | R. Bianchi          |
|    | Italia (bandiera) | D     | Enrico Brustia      |
|    | Italia (bandiera) | A     | Guido Castellan     |
|    | Italia (bandiera) | C     | Piero Cereda        |
|    | Italia (bandiera) | D     | Eugenio Cestari     |
|    | Italia (bandiera) | A     | G. Corti            |
|    | Italia (bandiera) | A     | Franco Danova       |
|    | Italia (bandiera) | C     | Angelo Pirovano (I) |

| N. |                   | Ruolo | Calciatore          |
| -- | ----------------- | ----- | ------------------- |
|    | Italia (bandiera) | A     | Enrico Pirovano     |
|    | Italia (bandiera) | D     | Fortunato Speziali  |
|    | Italia (bandiera) | A     | B. Strada           |
|    | Italia (bandiera) | C     | Mario Trezzi        |
|    | Italia (bandiera) | C     | P. Trezzi           |
|    | Italia (bandiera) | C     | Ildefonso Trombetta |
|    | Italia (bandiera) | P     | G. Verri            |